# CB Chiriqui
Uniformes
Le CB Chiriqui est un club panaméen de baseball évoluant en Ligue du Panama.
Basé à David (Chiriqui), le CB Chiriqui évolue à domicile à l'Estadio Kenny Serracin, enceinte de 10 000 places. Fondé en 1944, le club compte onze titres de champion national entre 1978 et 2004.

## Palmarès
- Champion du Panama (11) : 1978, 1979, 1991, 1992, 1993, 1996, 1998, 1999, 2000, 2002 et 2004[1].

## Histoire
Fondé en 1944, Chriqui participe au premier championnat du Panama en 1944. Le club attend 34 ans avant de remporter son premier titre national.